# Ex Models
Ex Models est un groupe de no wave américain, originaire de Brooklyn, à New York. Le groupe ne montre plus signe de vie depuis la sortie de son troisième album, Chrome Panthers, en 2005.

## Biographie
Le groupe, dont la base sont les frères Shahin et Shahyar Motia, commence alors qu'ils étaient au lycée, et est officiellement formé en 2000 à Brooklyn. Ils se réunissent ensuite pour faire leur premier album, Other Mathematics, publié en 2001 sur Ace Fu Records. Leurs chansons parlent de thèmes variés, du sexe à Jean Baudrillard et sa théorie philosophique du Simulacre. Le chant de Shain est souvent comparé à celui de David Byrne des Talking Heads ou Mark Mothersbaugh de Devo. 
Leur deuxième album studio, Zoo Psychology, est publié deux ans plus tard, en 2003, au label Frenchkiss Records. Des idées du premier album sont reprises mais les normes musicales enfreintes sont plus nombreuses. Le son se fait plus sale et bruitiste avec des changements déroutants de signature rythmique. À cette époque, le bassiste Mike Masiello quitte le groupe. Il est remplacé par Zach Lehrhoff, qui assure également certaines parties vocales,.
En 2005, le groupe redevient un duo constitué de Shahin et Zach et un troisième album Chrome Panthers sort au label Troubleman Unlimited, marquant une nouvelle direction, encore plus répétitive et minimaliste ; le groupe est qualifié de « fundustrial noise ». Le batteur Kid Millions de Oneida contribue sur les enregistrements et occasionnellement en concert. Le groupe ne montre plus signe de vie cette même année.
Ex Models sont des musiciens actifs de la scène de Brooklyn et participent également à des projets parallèles. Shahin fait partie de The First Lady of Cuntry and the Cunts et Zach de The Seconds. En 2006, un nouveau groupe nommé Knyfe Hyts est formé, dans lequel participent Zach, Shain et Shah Motia. En 2007, la line-up « classique » formée des deux Motias, Zach et le batteur Jake Fiedler joue à l'East River Park de New York.

## Membres

### Derniers membres
- Shahin Motia - chant, guitare
- Zach Lehrhoff - chant, basse
- Shahyar Motia - guitare
- Jake Fiedler - batterie

### Anciens membres
- Mike Masiello - basse
- KKid Millions - batterie (invité)

## Discographie

### Albums studio
- 2001 : Other Mathematics
- 2003 : Zoo Psychology
- 2005 : Chrome Panthers (album/EP)

### Splits et EP
- 2002 : Ex Models/The Seconds Pink
- 2004 : split avec Holy Molar

### Compilations et LP
- 2001 : This Is Next Year: A Brooklyn-Based Compilation
- 2001 : U.S. Pop Life Vol. 13 Northeast New Core (uniquement au Japon)
- 2002 : Raw Wild Love 7"
- 2003 : Sonik Mook Experiment Vol. 3: Hot Shit
- 2003 : Zoo Psychology LP
- 2005 : Chrome Panthers LP (European Edition)